# 福俵站
福俵站（日语：／ Fukutawara eki */?）是位於千葉縣東金市福俵62號，東日本旅客鐵道（JR東日本）的東金線車站。

## 歷史
此站在1938年（昭和13年）啟用，後來一度暫停營業。在1954年（昭和29年）恢復營業。
- 1938年（昭和13年）3月1日：國有鐵道車站啟用[1]。為旅客車站。
- 1941年（昭和16年）8月10日：車站暫停營業[1]。
- 1954年（昭和29年）10月1日：車站恢復營業[1]。
- 1987年（昭和62年）4月1日：伴隨國鐵分割民營化，車站由東日本旅客鐵道（JR東日本）營運[1]。
- 2001年（平成13年）11月18日：此站開始使用IC卡「Suica」[広報 1]。

## 車站構造
此站是地面車站，設有1面1線的單式月台。沒有車站大樓，月台一端設有車站出入口。月台可容納6卡車廂。
此站成為由大網站管理的無人車站。此站設有簡易Suica閘機和乘車站證明票發行機。在2007年（平成19年）1月，候車室被拆卸並重建一座新的候車室。在候車室一角設有廁所。
在2016年8月，由於受到暴風的影響，使月台的上蓋造成損毀。在2017年2月開始進行復修，在2017年2月27日前設有臨時圍板圍封。
未來此站計劃遷移月台，但是現時還未動工。

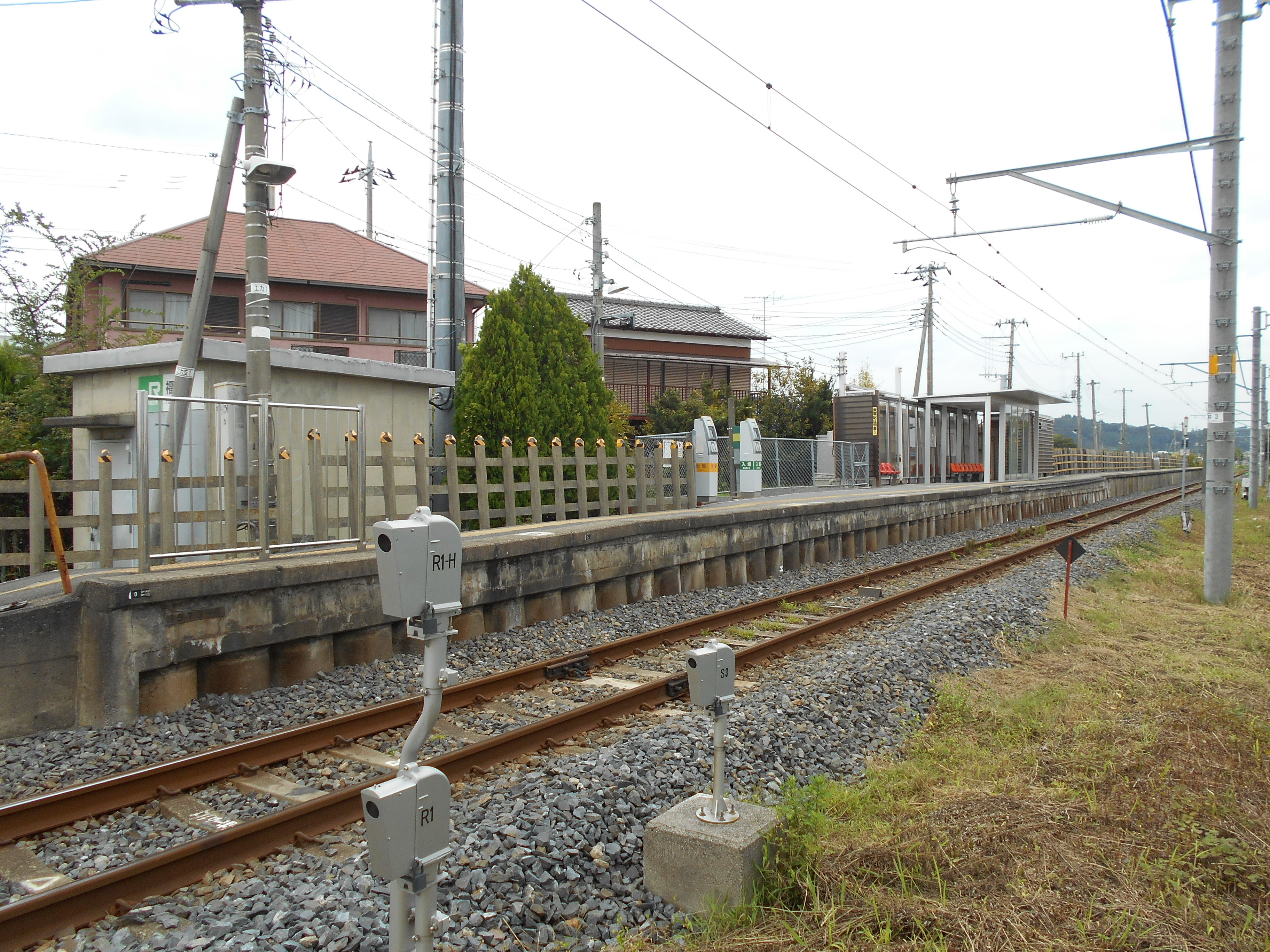
車站全景（2017年9月30日）
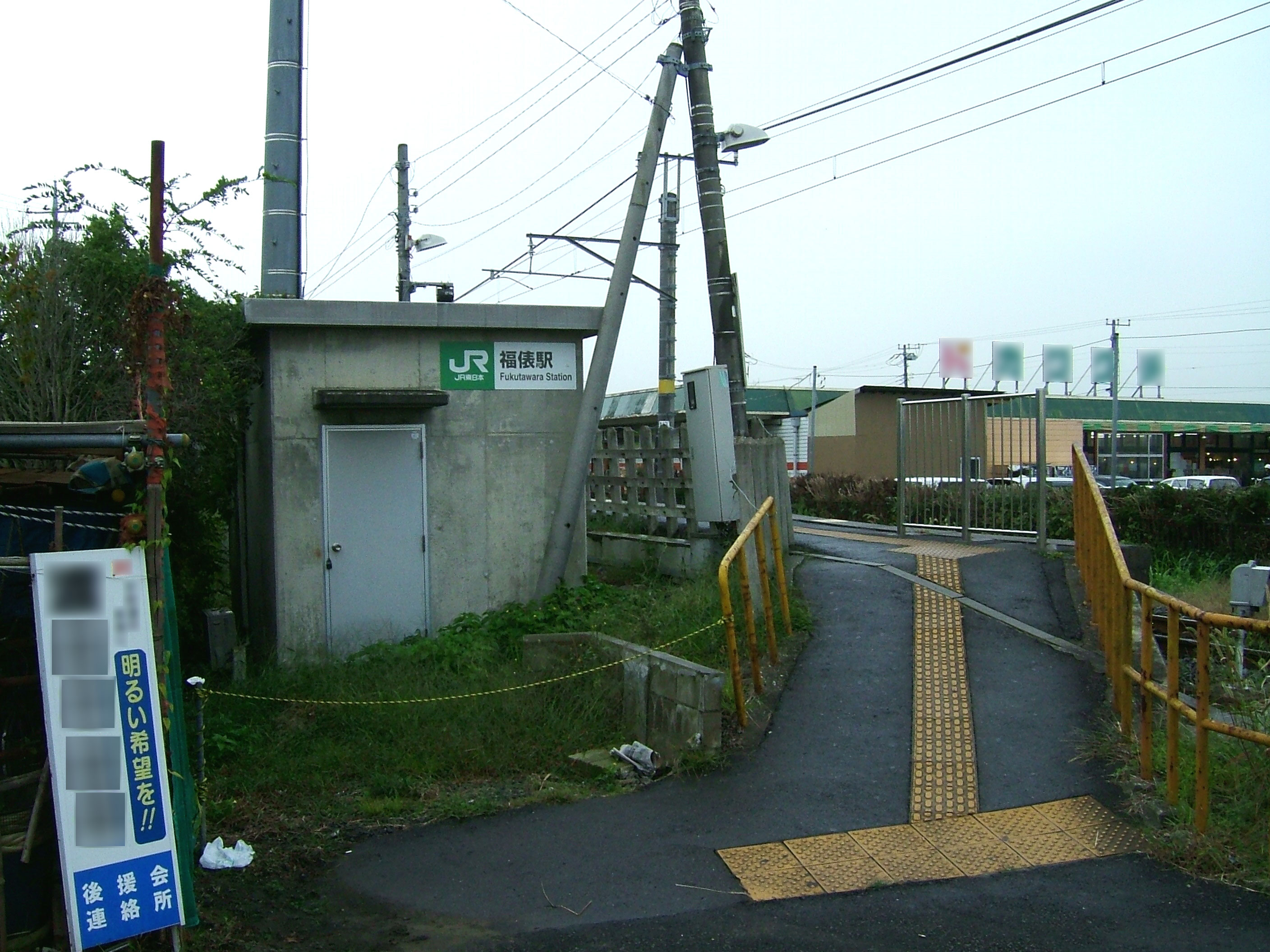
車站入口（2008年10月26日）
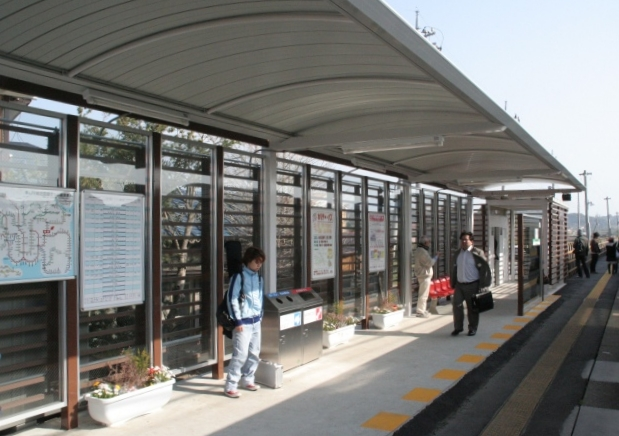
上蓋造成損毀前的月台（2007年3月28日）

## 使用狀況
在2006年（平成18年）度1日平均乘車人次為578人，以下為乘車人次變化列表：
| 乘車人次變化       | 乘車人次變化     | 乘車人次變化 |
| 年度               | 1日平均 乘車人次 | 參考資料     |
| ------------------ | ---------------- | ------------ |
| 1990年（平成02年） | 196              | [ * 1 ]      |
| 1991年（平成03年） | 207              | [ * 2 ]      |
| 1992年（平成04年） | 232              | [ * 3 ]      |
| 1993年（平成05年） | 252              | [ * 4 ]      |
| 1994年（平成06年） | 257              | [ * 5 ]      |
| 1995年（平成07年） | 290              | [ * 6 ]      |
| 1996年（平成08年） | 339              | [ * 7 ]      |
| 1997年（平成09年） | 372              | [ * 8 ]      |
| 1998年（平成10年） | 400              | [ * 9 ]      |
| 1999年（平成11年） | 445              | [ * 10 ]     |
| 2000年（平成12年） | 471              | [ * 11 ]     |
| 2001年（平成13年） | 478              | [ * 12 ]     |
| 2002年（平成14年） | 501              | [ * 13 ]     |
| 2003年（平成15年） | 520              | [ * 14 ]     |
| 2004年（平成16年） | 572              | [ * 15 ]     |
| 2005年（平成17年） | 573              | [ * 16 ]     |
| 2006年（平成18年） | 578              | [ * 17 ]     |

## 車站周邊
車站靠近大網一方200米處設有迴旋路，該處設有單車停泊處。車站西邊設有西福俵地區的住宅區。在車站附近的國道處東邊設有古老住宅區。
- 國道126號（日语：国道126号）
- 國道128號（日语：国道128号）
- 國道409號（日语：国道409号）
- 東金九十九里道路（日语：東金九十九里道路） - 台方交匯處（日语：台方インターチェンジ）
- 東金警署（日语：東金警察署）大和駐在所
- 大和公民館
- 田中區公民館
- JA山武郡市（日语：山武郡市農業協同組合）大和分所
- 東金市立西中學
- 東金市立城西小學
- 東金市立城西幼稚園
- 東金市立大和幼稚園

## 巴士路線
| 乘車處     | 系統   | 主要途經 | 目的地     | 巴士公司     | 備註        |
| ---------- | ------ | -------- | ---------- | ------------ | ----------- |
| 福俵站入口 | 大網線 | 一本松   | 大網站     | 九十九里鐵道 | 平日只有1班 |
| 福俵站入口 | 大網線 | 砂鄉     | 東金站東口 | 九十九里鐵道 | 平日只有1班 |

小湊鐵道設有大網站前往求名站之間的深夜巴士路線，該巴士站為落客站。

## 相鄰車站
東日本旅客鐵道（JR東日本）
■東金線
■通勤快速、■快速（在東金線內各站停車）、■普通（各站停車）
大網－福俵－東金

## 注腳

### 廣報資料、新聞發布等資料
1. ↑   (PDF). 東日本旅客鉄道.   [2020-04-30]. （原始内容 (PDF)存档于2019-07-27） （日语）.

### 使用狀況
1. ↑  千葉縣統計年鑑 （页面存档备份，存于）（日語） - 千葉縣
2. ↑  東金市統計書 （页面存档备份，存于）（日語） - 東金市

千葉縣統計年鑑
1. ↑  千葉縣統計年鑑（平成3年） （页面存档备份，存于）（日語）
2. ↑  千葉縣統計年鑑（平成4年） （页面存档备份，存于）（日語）
3. ↑  千葉縣統計年鑑（平成5年） （页面存档备份，存于）（日語）
4. ↑  千葉縣統計年鑑（平成6年） （页面存档备份，存于）（日語）
5. ↑  千葉縣統計年鑑（平成7年） （页面存档备份，存于）（日語）
6. ↑  千葉縣統計年鑑（平成8年） （页面存档备份，存于）（日語）
7. ↑  千葉縣統計年鑑（平成9年） （页面存档备份，存于）（日語）
8. ↑  千葉縣統計年鑑（平成10年） （页面存档备份，存于）（日語）
9. ↑  千葉縣統計年鑑（平成11年） （页面存档备份，存于）（日語）
10. ↑  千葉縣統計年鑑（平成12年） （页面存档备份，存于）（日語）
11. ↑  千葉縣統計年鑑（平成13年） （页面存档备份，存于）（日語）
12. ↑  千葉縣統計年鑑（平成14年） （页面存档备份，存于）（日語）
13. ↑  千葉縣統計年鑑（平成15年） （页面存档备份，存于）（日語）
14. ↑  千葉縣統計年鑑（平成16年） （页面存档备份，存于）（日語）
15. ↑  千葉縣統計年鑑（平成17年） （页面存档备份，存于）（日語）
16. ↑  千葉縣統計年鑑（平成18年） （页面存档备份，存于）（日語）
17. ↑  千葉縣統計年鑑（平成19年） （页面存档备份，存于）（日語）

## 外部連結
- 車站資訊（福俵）：東日本旅客鐵道（日語）